# Müllersommer

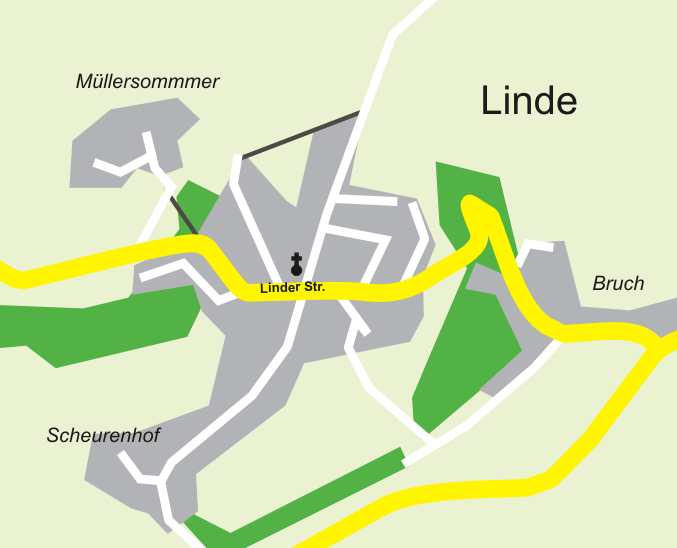
Karte der Ortschaften Linde, Bruch, Scheurenhof, Müllersommer

Die Hofschaft Müllersommer ist ein Ortsteil der Gemeinde Lindlar, Oberbergischer Kreis, im Regierungsbezirk Köln in Nordrhein-Westfalen (Deutschland).

## Lage und Beschreibung
Müllersommer liegt westlich von Lindlar an der Grenze zur Gemeinde Kürten im Tal des in die Lindlarer Sülz mündenden Ommerbaches. Nachbarorte sind Frangenberg, Linde, Unterkotten und das zur Gemeinde Kürten gehörende Unterbersten.

## Geschichte
Der Ort wurde 1413 das erste Mal urkundlich als oemer erwähnt.
In der Karte Topographische Aufnahme der Rheinlande von 1824 wird „Müllers Ommer“ auf umgrenztem Hofraum mit neun getrennt voneinander liegenden Gebäudegrundrissen und einem Mühlensymbol dargestellt. Die Karte Preußische Uraufnahme von 1844 bezeichnet den Ort mit „In der Mühlers Ommer“. Die heute gebräuchliche Schreibweise Müllersommer wird in den topografischen Karten ab 1893 verwendet. 1939 ist das Mühlensymbol letztmals in den topografischen Karten eingezeichnet.

## Busverbindungen
Über die Haltestelle Müllersommer Abzw. der Linie 335 ist Müllersommer an den öffentlichen Personennahverkehr angebunden.